# Zvon
Zvon je glasbilo, ki ga uvrščamo v skupini tolkalskih in idiofonih glasbenih instrumentov. Običajno je sestavljen iz dveh delov: iz kovine ulite stožcu podobne oblike resonatorja, in iz tolkača (kemblja). Majhni zvonovi (tudi zvončki) so lahko narejeni tudi iz keramike ali stekla.
Največje število zvonov zahodnega sveta je v uporabi krščanske Cerkve. Zvonovi so praviloma nameščeni v cerkvenem stolpu, imenovanem zvonik. Običajno na cerkvenih zvonovih aktiviramo nastanek zvoka s potegi vrvi, ki so pričvrščene na jarem zvona in jih s tem zamajemo. Druga oblika igranja na zvonove je pritrkavanje, kjer iz zvona izvabljamo zven tako, da s kembljem udarimo ob rob zvona.

## Zgodovina
Zvonovi so azijskega porekla in so omenjani že v 9. stoletju pred našim štetjem. V azijskih državah še vedno lahko vidimo zvonove, ki v svojih trupih nimajo kembljev, zato so povečini v uporabi leseni, na zunanji strani zvona nameščeni tolkači.

### Zvonovi v liturgiji cerkve
V prvi dobi krščanstva se je bogoslužje opravljalo na skrivaj, zato je vernike k obredom skliceval poseben sel. Še kar nekaj časa zatem, ko je krščanstvo dobilo svobodo, so predvsem v grški cerkvi namesto zvonov uporabljali kovinske plošče, na katere so udarjali s kladivom. Skoraj gotovo pa so prvi menihi že uporabljali manjše zvonove, opat pa je moral skrbeti, da se je dajalo znamenje z zvonom za začetek raznih bogoslužnih opravil. Cerkev je v 6. stoletju dokončno sprejela zvonove v bogoslužje. Najstarejši ohranjeni latinski izraz za zvon v liturgiji je signum. V 8. stoletju so že poznali pontifikalni obred, po katerem so blagoslavljali zvonove. Za časa cesarja Karla Velikega (800-814) so poznali zvonove praktično po vsej Evropi.
Cerkev namreč zvonove pred prevzemom zvonov v svojo službo blagoslovi s posebnim obredom, v katerega so vključene tudi molitve. Zakramentar je že v 8. stoletju zahteval, da se zvonove med posvečenjem umije z blagoslovljeno vodo in se jih mazili s krizmo. Najstarejši formular za blagoslov zvonov se je ohranil v Liber ordinum, ki so ga uporabljali v Španiji še pred prihodom Mavrov leta 712.
Ko govorimo o zvonovih, ne moremo mimo zvonjenja, zaradi katerega zvonove sploh imamo. Glavna naloga zvonov je, da naznanjajo bogoslužna opravila in vabijo k molitvi. Najprej so v samostanih z zvonovi oznanjali začetke posameznih ur pri molitvi brevirja. Kot odmev na to meniško molitev so proti koncu srednjega veka pričeli zvoniti t. i. Angelovo češčenje, in sicer najprej zvečer, potem zjutraj in nazadnje tudi opoldne. Opoldansko zvonjenje se je udomačilo  v 15. stoletju po tem, ko ga je zaukazal papež Kalist III., da bi se izmolila zmaga krščanske vojske v bitki pri Beogradu leta 1456. Po večerni Ave Mariji se posebej zvoni v spomin na duše v vicah, kar je uvedel papež Gregor XIII. (1572-1585).
V Sloveniji razlikujemo različne načine zvonjenja: drugače zvonimo ob vabljenju k maši, drugače pri pogrebu in spet drugače ob veselih priložnostih, procesijah, žegnjanjih. Posebno odličen način zvonjenja je pritrkovanje, svojevrstna slovenska posebnost.
Cerkveni zvonovi so glasniki, da bi dosegli svoj pravi namen, bi morala biti pri vsaki cerkvi vsaj dva ali trije zvonovi, zvonovi morajo imeti zgolj krščanske okraske napise in podobe, morajo biti blagoslovljeni pred začetkom uporabe za cerkvene namene. Blagoslovljeni zvonovi se smejo uporabljati le v ta namen, za druge je treba pridobiti škofovsko soglasje ter so "res sacra", zato o njih odloča škofija, četudi jih je dala uliti župnija. Pravico do ključev zvonika ima župnijski pastoralni svet, pristop do zvonov pa naj bo zaprt in dovoljen le zanesljivim osebam.

## Največji zvonovi
222 tonski Car kolokol je v svetovnem merilu največji uliti zvon doslej. Zaradi nesreče pri delu pa se je v livarni zaradi vročine od njega odkrušil 11 ton težak kos, zato ta zvon ni bil nikoli v uporabi. Visok je 6,14 m, njegov premer pa je 6,6 m in ga lahko vidimo kot razstavni eksponat v Moskovskem Kremlju. Največji trenutno delujoči zvon je tudi v Moskvi (cerkev sv. Ivana), tehta pa »le« 66 ton, največji prosto-nihajoči zvon na svetu pa je v kölnski Kölnski stolnici v Nemčiji, tehta 24 ton.
V Sloveniji je najtežji še obstoječi bronast zvon v cerkvi na Sveti Gori s težo 4355 kg (po nekaterih virih 4460 kg), najtežji jekleni zvon pa v cerkvi Device Marije v Polju s težo 5825 kg. V tej isti cerkvi je do prve svetovne vojne visel najtežji bronast zvon na slovenskem, težak 6086 kg. Drugi najtežji bronast zvon v Sloveniji trenutno pa visi v zvoniku Šmarnogorske cerkve s težo 3878 kg (po nekaterih virih 4420 kg).
Najstarejši še delujoči zvon na slovenskih tleh se nahaja v zvoniku stolnice Marijinega vnebovzetja v Kopru.

## Kemblji
Kembelj iz zvona izvablja melodijo, s tem ko med nihanjem le-tega tudi sam niha in udarja ob »udarni obroč« (če udarja drugje, lahko zvon poči). Kembelj mora nihati z isto frekvenco kot zvon, saj drugače ne bi nikoli zadel ob udarni obroč ali pa so udarci redki in premočni. Kemblji morajo biti mehko kovani, saj (pre)trdi lahko zvon poškodujejo, prav tako pa izvabljajo slabši glas iz zvona. Biti morajo tudi pravilno uteženi, saj prelahki kemblji iz zvona ne spravijo pravih melodij, pretežki pa ga lahko uničijo. Dve pogosti vrsti kembljev na slovenskem sta:
- navadni (leteči) kemblji
  - so daljši in zahtevajo večji kot nihanja zvona
  - imajo nihalno os pri vrhu
  - običajno so obešeni na usnje
  - daljši kot so, manjši kot nihanja potrebuje zvon (vendar lahko pride do dvojnih udarcev)
- pregibni (lomljivi) kemblji
  - so krajši in zahtevajo manjši kot nihanja zvona od letečih
  - imajo nihalno os nekoliko niže
  - zgornji del kemblja deluje kot protiutež
  - izvabljajo slabšo kvaliteto zvoka iz zvona

Kembelj (ali kakršno koli drugo sredstvo, s katerim se iz zvona izvablja zvok, kot npr. kladivo) se mora zvona dotikati čim krajši čas, saj lahko v nasprotnem primeru zvon poči (in niti slučajno se zvona medtem ne sme nič drugega dotikati).
Za dosego najboljšega zvoka je torej treba imeti mehko kovane, pravilno utežene in na usnje obešene navadne kemblje.

## Kladiva
Kladiva so drugi način, kako iz zvona izvabiti zven. Za razliko od kembljev kladiva udarjajo po zunanji strani zvona, vendar zopet v višini udarnega obroča, saj lahko prenizko udarjajoča kladiva odkrušijo del zvona (kot npr. v Piranu), previsoko udarjajoča pa lahko povzročijo razpoke. Včasih je s kladivi upravljala cerkvena ura in sicer tako, da je potegnila jekleno pletenico, ki je dvignila kladivo in ga spustila na vzmet, ki je morala biti tako prožna, da je kladivo udarilo ob zvon in pa tako močna, da je kladivo stalo odmaknjeno od zvona. Prav tako kot kembelj se mora tudi urno kladivo le enkrat na hitro odbiti od zvona, saj če se na zvonu zadržuje, le tega zaduši, kar pa lahko povzroči, da zvon poči. Način s cerkveno uro se vedno manj uporablja, ampak na Slovenskem še ni popolnoma zamrl. Vedno več se uporabljajo računalniško krmiljena elektromagnetna kladiva ali računalniško krmiljena kladiva, ki dvignejo kladivo in spustijo, da s svojo maso padejo na zvon in se odbijejo ter ostanejo na mestu. Takega zaenkrat uporablja le en proizvajalec v Sloveniji. Precej pa je elektromagnetnih kladiv, katere pa je uporabljalo več izdelovalcev elektrifikacij v Sloveniji. Kladivo mora biti s sistemom za zvonenje dobro sinhronizirano, da slučajno ne pride do bitja stolpne ure in zvonenja naenkrat, ker to lahko povzroči hujše poškodbe zvonov in opreme. Večinoma se kladiva uporabljajo za bitje stolpne ure in pritrkavanje.

## Izračun mase zvona

### Bronasti zvon
Oceno mase bronastega zvona {\displaystyle m} je možno izračunati po naslednjem obrazcu:
{\displaystyle m={\frac {v\cdot o\cdot d}{K}}},
kjer je:
- {\displaystyle v[mm]} - postranska višina zvona (dolžina, merjena od najnižje točke zvona pa v ravni poševni liniji do vrha zvona, kjer oblika zvona intenzivno zavije),
- {\displaystyle o[mm]} - debelina udarnega obroča (debelina mesta, kjer kembelj udarja na zvon),
- {\displaystyle d[mm]} - premer zvona v krilu (največji premer zvona),
- {\displaystyle K} - parameter, določen glede na obliko zvona ter njegovo sestavo. V osnovi lahko vzamemo {\displaystyle K=10^{5}}.